# Dermaleipa meterythra
Dermaleipa meterythra är en fjärilsart som beskrevs av George Francis Hampson 1918. Dermaleipa meterythra ingår i släktet Dermaleipa och familjen nattflyn. Inga underarter finns listade i Catalogue of Life.